# Dimos Eretria
Dimos Eretria (Eretria) är en kommun i Grekland.   Den ligger i prefekturen Nomós Evvoías och regionen Grekiska fastlandet, i den östra delen av landet, 50 km norr om huvudstaden Aten. Antalet invånare är 12 218.